# Kvelertak
Kvelertak (с норвежского переводится как «мёртвая хватка» или «жёсткий контроль») — метал-группа из Норвегии, состоящая из шести человек: Ивара Николайсена (вокалист), Видара Ланда (гитарист), Бьярте Люнд Роллана (гитарист), Мяцека Офстада (гитарист), Марвина Нюгаарда (басист), Кьетила Гьермундрода (ударные). Группа образовалась в городе Ставангер в 2007 году. Первый альбом коллектива вышел на лейбле Indie Recordings в 2010 году и был продан в количестве более 15 тысяч копий.
Kvelertak пишут песни на своём родном языке. Основные стили, которые оказали влияние на группу — рок-н-ролл, блэк-метал и панк-рок.

## История группы
Группа образовалась в 2007 году и в этом же году было записано демо Westcoast Holocaust. Группа выпустила свой дебютный одноименный альбом Kvelertak 21 июня 2010 года через Норвежскую звукозаписывающую компанию Indie Recordings, а 15 марта альбом был выпущен в США через The End Records. Альбом был признан золотым компанией IFPI в Норвегии за продажу более 15 тысяч копий.
В марте 2011 года, группа получила два приза на Spellemann Awards — престижной Норвежской музыкальной премии схожей с американским Грэмми — как «Лучший дебют» и «Лучшая рок-группа». Песня «Mjød» играла в конце фильма Охотники на троллей.
Новый альбом группы, «Meir», был выпущен 25 марта 2013 года на Roadrunner Records (Sony Music Scandinavia в Скандинавии).

## Дискография
Студийные альбомы
- Kvelertak (2010)
- Meir (2013)
- Nattersferd (2016)
- Splid (2020)
- Endling (2023)

Синглы
- «Mjød» (2010)
- «Blodtørst» (2010)
- «Bruane Brenn» (2013)

Демо
- Westcoast Holocaust (2007)[11]

## Участники
Текущий состав
- Ивар Николайсен — вокал
- Видар Ланда — гитара, пианино
- Бьярте Люнд Роллан — гитара
- Мяцек Офстад — гитара, вокал
- Марвин Нюгаард — бас
- Кьетил Гьермундрод — ударные

Бывшие участники
- Андерс Моснесс — гитара
- Эрланд Хелвик — вокал